# Mimosa calocephala
Mimosa calocephala är en ärtväxtart som beskrevs av Carl Friedrich Philipp von Martius. Mimosa calocephala ingår i släktet mimosor, och familjen ärtväxter. Inga underarter finns listade i Catalogue of Life.